# 伊勢原市消防本部
伊勢原市消防本部（いせはらししょうぼうほんぶ）は、神奈川県伊勢原市の消防部局（消防本部）。管轄区域は伊勢原市全域。

## 概要
- 消防本部：神奈川県伊勢原市伊勢原3-32-20
- 管内面積：55.52km2
- 職員定数：126人
- 消防署1カ所、分署2カ所
- 主力機械（2020年4月1日現在）
  - 普通消防ポンプ自動車：3
  - 水槽付消防ポンプ自動車：3
  - はしご付消防自動車：1
  - 化学消防自動車：1
  - 救急自動車：6
  - 現場指揮車：1
  - 救助工作車：1
  - 高所救助車：1
  - 小型動力ポンプ：4
  - 広報車：1
  - 防災資機材運搬車：3
  - 指令車：1
  - 連絡車：1
  - 査察車：1

【主力機械に関する参考文献：令和2年版消防年報（伊勢原市消防本部）】

## 沿革
- 1966年4月1日 - 伊勢原町消防本部を設置する。
- 1967年
  - 4月1日 - 伊勢原町消防署を設置する。
  - 7月 - 救急業務を開始する。
- 1968年4月 - 消防庁舎が完成する。
- 1971年3月1日 - 市制施行に伴い、伊勢原市消防本部・伊勢原市消防署に改称する。
- 1982年4月1日 - 南分署を開設する。
- 1992年8月27日 - 西分署を開設する。
- 1993年9月
  - 高規格救急自動車を消防署本署に配備する。
  - 救急自動車を西分署に配備する。
- 1996年12月 - 高規格救急自動車を南分署に配備する。

【参考文献：平成21年版統計いせはら（伊勢原市企画部）】

## 組織
- 本部 - 消防総務課、予防・防災課
- 消防署 - 警備1課、警備2課

## 消防署
| 消防署         | 住所          | 分署                       |
| -------------- | ------------- | -------------------------- |
| 伊勢原市消防署 | 伊勢原3-32-20 | 南:下谷1491 西:三ノ宮492-2 |